# Joseph Louis Aldée Desmarais
Joseph Louis Aldée Desmarais (Saint-Éphrem-d'Upton, 31 ottobre 1891 – Saint-Hyacinthe, 9 settembre 1979) è stato un vescovo cattolico canadese.

## Biografia
Joseph Louis Aldée Desmarais venne ordinato sacerdote il 25 luglio 1914. Insegnò nel seminario di Saint-Hyacinthe per alcuni anni e, una volta divenuto professore universitario, venne nominato direttore degli studenti presso il medesimo seminario. 
Nel 1931, fu nominato vescovo ausiliare di Saint-Hyacinthe. Nel 1939 venne istituita la diocesi di Amos e il 20 giugno dello stesso anno venne nominato vescovo della nuova diocesi; rimase in carica fino al 31 ottobre 1968. Da questo momento in poi Joseph Louis Aldée Desmarais trasferì la propria residenza a Montréal, anche se frequentò anche il monastero del Preziosissimo Sangue di Amos. 
Colpito da una malattia, morì l'8 settembre 1979 presso l'ospedale di Saint-Hyacinthe.

## Genealogia episcopale
La genealogia episcopale è:
- Cardinale Scipione Rebiba
- Cardinale Giulio Antonio Santori
- Cardinale Girolamo Bernerio, O.P.
- Arcivescovo Galeazzo Sanvitale
- Cardinale Ludovico Ludovisi
- Cardinale Luigi Caetani
- Cardinale Ulderico Carpegna
- Cardinale Paluzzo Paluzzi Altieri degli Albertoni
- Papa Benedetto XIII
- Papa Benedetto XIV
- Papa Clemente XIII
- Cardinale Marcantonio Colonna
- Cardinale Giacinto Sigismondo Gerdil, B.
- Cardinale Giulio Maria della Somaglia
- Cardinale Carlo Odescalchi, S.I.
- Cardinale Costantino Patrizi Naro
- Cardinale Lucido Maria Parocchi
- Cardinale Alfonso Maria Mistrangelo, Sch.P.
- Arcivescovo Andrea Cassulo
- Vescovo Joseph Louis Aldée Desmarais